# Malthonica epacris
Malthonica epacris là một loài nhện trong họ Agelenidae.
Loài này thuộc chi Malthonica. Malthonica epacris được Gershom Levy miêu tả năm 1996.